# Sococim Industries
Sococim Industries est une entreprise cimentière sénégalaise implantée à Rufisque. C'est une filiale du groupe français Vicat.

## Histoire
Fondée en 1948, SOCOCIM Industries est la plus grande cimenterie d'Afrique de l'Ouest. 
Elle est acquise par la Société Vicat en 1999. 
En 2009, un nouveau four, d'une technologie Polysius de dernière génération, est mis en place à Rufisque et porte la capacité de production annuelle du groupe à plus de 3 millions de tonnes de ciment.

## Activités
En 2007 le classement des 500 premières entreprises africainessitue la société à la 393e place (379e l'année précédente). C'est alors la neuvième entreprise sénégalaise dans ce palmarès annuel.
Cette usine est l'une des plus grandes d'Afrique de l'Ouest. Le calcaire est extrait de la carrière à coups d’explosifs, et 250 000 tonnes de charbon sont utilisées chaque année pour cuire le ciment. Depuis sa création, la production est passée de 40 000 à 3,5 millions de tonnes par an. 